# Rémy Girard

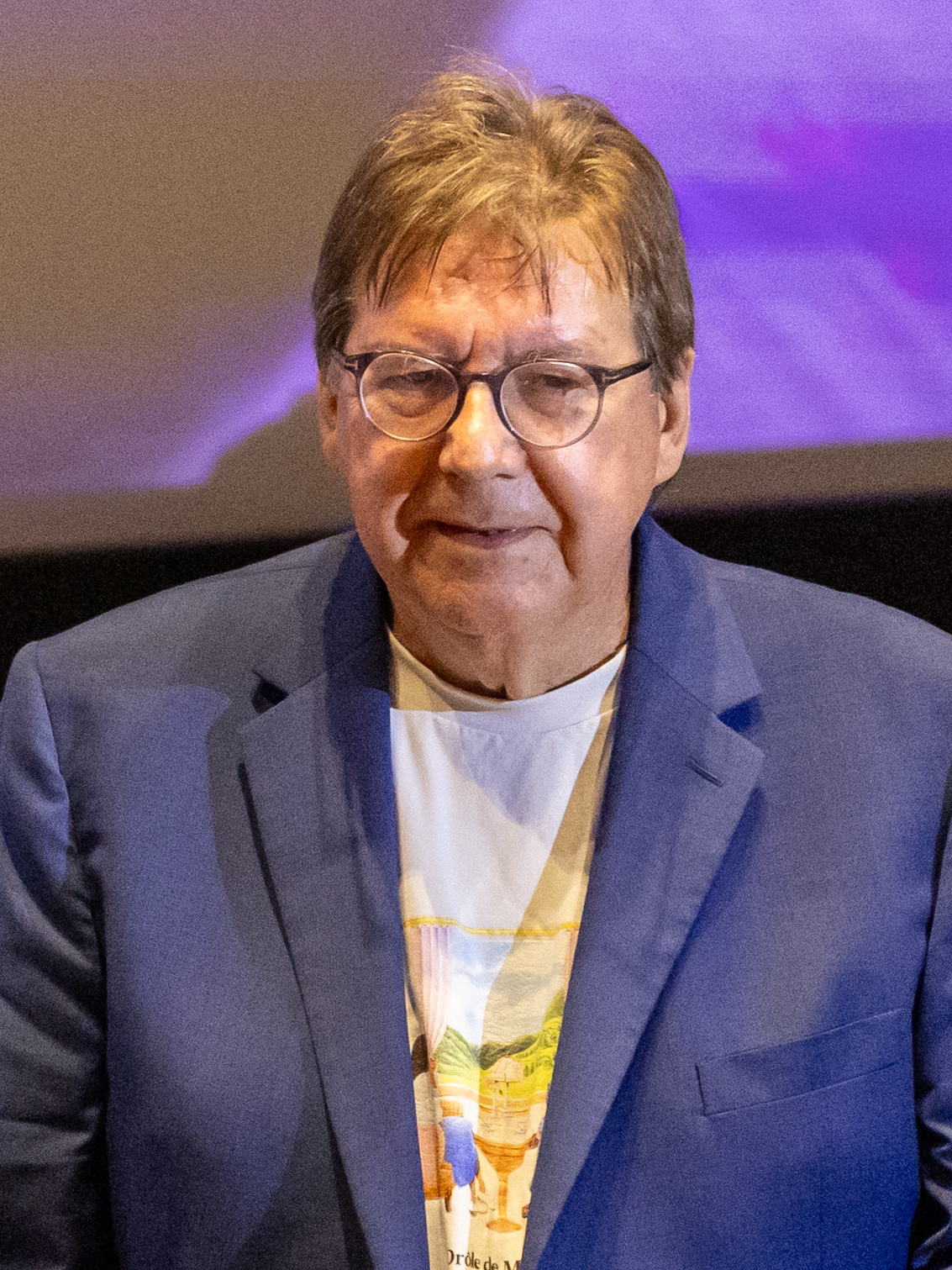
Rémy Girard (2024)

Rémy Girard OC (* 10. August 1950 in Jonquière, Québec) ist ein kanadischer Schauspieler. 

## Leben
Rémy Girard studierte im Jahr 1969 Rechtswissenschaft an der Universität in Laval und trat der Theatergruppe Troupe des Treize in Québec bei. Er arbeitete bereits im Alter von 21 Jahren als professioneller Theaterschauspieler, Regisseur und Schriftsteller. Er ist Co-Autor von La Déprime. 
Auf der Bühne porträtierte er John Falstaff in Die lustigen Weiber von Windsor (Les Joyeuses Commères de Windsor) von William Shakespeare unter Regisseur Yves Desgagnés. Des Weiteren trat er unter anderem in den Stücken L'Ouvre-boîte von Victor Lanoux, Don Quijote (Don Quichotte) von Miguel de Cervantes, Der eingebildete Kranke (Le Malade imaginaire) von Molière und Warten auf Godot (En attendant Godot) von Samuel Beckett auf. 
Girard wirkte in Fernsehfilmen, Fernsehserien (z. B. Scoop – Die Aufreißer mit Macha Grenon), Fernsehwerbungen und Kinofilmen mit und glänzt vor allem in tragisch-komischen Rollen. Internationale Bekanntheit erlangte er mit der Hauptrolle im Oscar-nominierten Film Der Untergang des amerikanischen Imperiums (1986) an der Seite von Pierre Curzi unter der Regie von Denys Arcand. Mit diesem Regisseur arbeitete er wiederholt zusammen, etwa im Oscar-nominierten Filmdrama Jesus von Montreal (1989) und in der mit einem Oscar ausgezeichneten tragischen Komödie Die Invasion der Barbaren (2003), worin Girard die Hauptrolle verkörperte. 
Eine kleine Nebenrolle als Zollbeamter spielte er im Filmdrama Die rote Violine (1998), das für die Originalmusik von John Corigliano mit dem Oscar ausgezeichnet wurde. 
Regisseur Charles Binamé besetzte mit ihm Nebenrollen im tragischen Liebesfilm Séraphin: un homme et son péché (2002) und im Eishockeyfilm Maurice Richard (2005). In mehreren Filmen ist Girard gemeinsam mit dem kanadischen Schauspieler Roy Dupuis zu sehen. 
In der Fernsehminiserie Human Trafficking – Menschenhandel (2005) von Regisseur Christian Duguay stellte er einen Vater auf der Suche nach seiner Tochter dar.

## Filmografie (Auswahl)
- 1984: Das Verbrechen des Ovide Plouffe (Le Crime d’Ovide Plouffe)
- 1986: Der Untergang des amerikanischen Imperiums (Le Déclin de l’empire américain)
- 1988: Ein heiliger Hippie (Le Chemin de Damas)
- 1988: Revolving Doors (Les portes tournantes)
- 1989: In the Belly of the Dragon (Dans le ventre du dragon)
- 1989: Jesus von Montreal (Jésus de Montréal)
- 1990: Tod nach Sendeschluß (Rafales)
- 1991: Eine verrückte Liebe (Amoureux fou)
- 1991: Das perfekte Chaos (La pagaille)
- 1992–1995: Scoop – Die Aufreißer (Scoop, Fernsehserie, 13 Folgen)
- 1993: Blanche (Fernsehserie, 3 Folgen)
- 1994: Jeromes Geheimnis (Le Secret de Jérôme)
- 1994: Der Mutter entrissen (Million Dollar Babies)
- 1994: Heiliger Schwur (Miséricorde)
- 1996: Die Fälle des Monsieur Cabrol (Les Cinq dernières minutes)
- 1996: Lilies – Theater der Leidenschaft (Lilies – Les feluettes)
- 1996: Der ideale Mann (L’Homme idéal)
- 1997: Les Boys
- 1998: Die rote Violine (The Red Violin)
- 1998: Free Money
- 1998: Les Boys II
- 2001: Varian’s War – Ein vergessener Held (Varian’s War)
- 2001: Les Boys III
- 2002: Séraphin: un homme et son péché
- 2003: Choice: The Henry Morgentaler Story
- 2003: Die Invasion der Barbaren (Les Invasions barbares)
- 2004: Machine Gun Molly (Monica la mitraille)
- 2005: Aurore
- 2005: Human Trafficking – Menschenhandel (Human Trafficking)
- 2005: Maurice Richard
- 2005: Les Boys IV
- 2007–2012: Les Boys (Fernsehserie, 46 Folgen)
- 2009: A Happy Man (Le Bonheur de Pierre)
- 2010: 7 Days (Les 7 jours du talion)
- 2010: Die Frau, die singt (Incendies)
- 2010: Impasse du désir
- 2011: InSecurity (Fernsehserie, 23 Folgen)
- 2011: Rose and Violet (Kurzfilm)
- 2013: Hot Dog
- 2013: Il était une fois les Boys
- 2016: Murdoch Mysteries (Fernsehserie, 1 Folge)
- 2018: Il pleuvait des oiseaux
- 2018: Der unverhoffte Charme des Geldes (La Chute de l'empire américain)
- 2020: Barkskins – Aus hartem Holz (Barkskins, Fernsehserie, 3 Episoden)
- 2020: Le club Vinland
- 2020: Tu te souviendras de moi (You Will Remember Me)
- 2024: Ababouiné

## Auszeichnungen
- Rémy Girard erhielt die hohe Anzahl von vier Genie Awards:
  - 1989 gewann er als bester Nebendarsteller für Revolving Doors.
  - 1990 gewann er als bester Nebendarsteller für Jésus de Montréal.
  - 1991 gewann er als bester Hauptdarsteller für Amoureux fou.
  - 2004 gewann er als bester Hauptdarsteller für Les Invasions barbares.

In den Jahren 1987, 1991, 1993, 1999 und bei den Genie Awards 2006 erhielt er Nominierungen für diesen Preis. 
- Er wurde viermal für einen Prix Jutra nominiert, nämlich 1999 als bester Nebendarsteller für C't'à ton tour, Laura Cadieux, 2002 als bester Schauspieler für Les Boys III, 2003 als bester Nebendarsteller für Séraphin: un homme et son péché und 2004 als bester Schauspieler für Les Invasions barbares.

- Er erhielt vier Gémeau Awards für seine Arbeit im Fernsehen: 
  - 1993 als bester männlicher Nebendarsteller für Scoop II,
  - 1995 als bester männlicher Hauptdarsteller in einer dramatischen Serie für Avec un grand A,
  - 1995 als bester männlicher Nebendarsteller für Miséricorde,
  - 2004 als bester männlicher Hauptdarsteller in einer Komödie für Les bougon / c'est aussi ça la vie.

- 2006 erhielt er beim Montréal World Film Festival den Preis Grand Prix Special des Amériques.